# Родан (Ґодзілла)
Родан (яп. ラドン, Радон) — вигаданий птеранодон-кайдзю, який вперше з’явився у фільмі «Родан» 1956 року редисера Ісіро Хонди. Після цього Родан з'являвся у різноманітних фільмах франшизи «Ґодзілла», таких як «Гідора, триголовий монстр», «Вторгнення астро-монстра», «Знищити всіх монстрів», «Ґодзілла проти Мехаґодзілли 2», «Ґодзілла: Фінальні війни» і «Ґодзілла 2: Король монстрів».
Родан — це гігантський птеранодон-мутант. У 2014 році IGN розмістив Родана на 6 місці у списку «10 найкращих японських монстрів», тоді як Complex розмістив персонажа на 15 місці у списку «15 найстрашніших монстрів-кайдзю усіх часів».

## Назва
Оригінальна назва Родана — Радон — це скорочення слова Птеранодон. Також «Радон» — це японська назва дракона Ладона, який охороняв саж Гесперид у грецькій міфології.
Англійську назву Радона було змінено, щоб уникнути плутанини з однойменним хімічним елементом. Однак у англомовній версії фільму «Ґодзілла проти Мехаґодзілли 2» замість назви «Родан» використовується «Радон».

## Розробка
Як і у випадку з Ґодзіллою, письменник Кен Куронума створив Родана на онові доісторичнох тварини. Але на відмінну від Ґодзілли, вигляд якого є неоднозначним, Родан згадується як представник роду Птеранодон. Подібно до того, як Ґодзілла був задуманий як символ ядерної небезпеки, яка надходила від США, Родан був втіленням тієї самої небезпеки, яка надходила від Радянського Союзу.
Дебютна поява Родана — це єдиний раз, коли персонаж був каштанового кольору. Спочатку у нього була загрозлива морда із зубастим дзьобом, які в подальшому зникнуть, коли персонаж стане більш героїчним. Під час польоту він був зображений людиною у костьмі та підвішеною маріонеткою. Харуо Накадзіма (актор, який грав Родана) ледь не втонув, коли дроти, які тримали його у костюмі масою 150 фунтів над резервуаром для води, порвалися. У фільмі «Гідора, триголовий монстр» костюм Родана був помітно менш якісним, ніж попередній. Цей костюм мав більш комічну голову, товсту шию, яка ледве приховувала голову актора всередині та трикутні крила. Модифікація голови персонажа була навмисною, оскільки Родан повинен був бути героїчним персонажем, а не лиходієм, яким він був в оригінальному фільмі. Для фільму «Вторгнення астро-монстра» був створений новий костюм, який більше нагадував оригінальний, та мав більш округлі крила і гладкішу голову. Гладка голова була збережена в «Знищити всіх монстрів», хоча крила та область грудей були зроблені грубо.
Радон був знову показаний у фільмі «Ґодзілла проти Мехагодзілли 2» в 1993 році. Цього разу він був повністю зображений за допомогою підвішеної маріонетки і ляльок. Художник спецефектів Коїчі Каваката цього разу намагався зробити протистояння між Ґодзіллою та Роданом якомога реалістичнішим.

### MonsterVerse

Родан, Ґодзілла, Кінг Гідора та Мотра

У 2014 році Legendary Pictures оголосили, що вони придбали права на Родана, Мотру та Кінг Гідору у Toho.
Наскельний малюнок Родана з'являється у фільмі «Конг: Острів Черепа» в сцені після титрів. Також в цій сцені присутні наскельні малюнки Ґодзілли, Мотри і Кінг Гідори. Ці малюнки були показані Джеймсу Конраду та Мейсону Віверу під час допиту.
Ще до виходу фільму «Ґодзілла 2: Король монстрів» було оголошено, що Родан, Мотра та Кінг Гідора з'являться у фільмі. Родана описували як титана, схожого на птеранодона з шкірою, яка служила захистом від магми. Рекламний вебсайт фільму «Monarch Sciences» описував вигаданий острів Ісла-де-Мара біля східного узбережжя Мексики як місце проживання Родана, який за даними сайту досягає 46,94 метра у висоту при вазі 39 043 тонни та розмахом крил 871 футів (265,48 метрів), що робить його найкоротшою версією персонажа, в той же час найважчою і такою, що має найбільший розмах крил. Хоча його висота пов'язана з тим, що цей Ролан є чотириногим, як справжні птерозаври, на відмінну від Родана Toho. Також на сайті розповідалося, що Родан вміє створювати грім за допомогою своїх крил, до того ж настільки потужний, що він може вирівняти з землею цілі міста.
У фільмі «Ґодзілла 2: Король монстрів» полковник Алан Йона разом з доктором Еммою Рассел пристрій ORCA, щоб пробудити Родана. Родан прокидається, після чого починає битву з Кінг Гідорою, в якій зазнає поразки. Після того, як Ґодзіллу начебто вбиває кисневий руйнівник, Родан підкоряється Кінг Гідорі. Пізніше Мотра б'ється з Роданом, а після того, як Кінг Гідору було знищено, Родан підкоряється Ґодзіллі.

## Рев
Рев персонажа був створений звукорежисером Ічіро Мінавою за допомогою «техніки контрабаса». За допомогою цієї техніки композитор Акіра Іфукубе створив рев Ґодзілли. Ічіро Мінава додав до рева Родана прискорений людський голос.
Пізніше рев Родана був використаний для Кінг Гідори епохи Хейсей та Баттри.

## Фільмографія
- Родан
- Долина драконів (використаний матеріал)
- Гідора, триголовий монстр
- Ґодзілла проти Монстра Зеро
- Знищити всіх монстрів
- Ґодзілла проти Гайгана (використаний матеріал)
- Ґодзілла проти Мегалона (використаний матеріал)
- Терор Мехаґодзілли (використаний матеріал)
- Ґодзілла проти Мехаґодзілли 2
- Острів Ґодзілли
- Ґодзілла: Фінальні війни
- Ґодзілла: Планета монстрів (скелет)
- Ґодзілла 2: Король монстрів
- Ґодзібан